# Salix pedunculata
Salix pedunculata är en videväxtart som beskrevs av Merritt Lyndon Fernald. Salix pedunculata ingår i släktet viden, och familjen videväxter. Inga underarter finns listade i Catalogue of Life.